# Santo el enmascarado de plata y Blue Demon contra los monstruos
Santo y Blue Demon vs. los monstruos es una película de terror mexicana de 1970 dirigida por Gilberto Martínez Solares y protagonizada por El Santo, Blue Demon, Ivan J. Rado y Carlos Ancira.

## Trama
El misterioso y maligno doctor Hatler ha muerto y, con él, la esperanza que su reinado de terror haya terminado. Pero mediante un conjuro aprendido por su maestro, su leal asistente, Waldo, pretende traerlo a la vida. Mientras tanto, Santo y Blue Demon hacen de los cuadrilateros su propiedad, mostrando un dominio absoluto en sus batallas, saliendo victoriosos de cada una de ellas. Waldo, por su parte, ha logrado con éxito conjurar el hechizo y ha traído de la muerte a Hatler. Pero no sólo él ha regresado, acompañándolo se encuentran los monstruos más temidos de la historia: el hombre lobo, la momia, el cíclope, el monstruo de la laguna negra, Frankenstein y los zombies. A pesar de ser rivales en el cuadrilatero, Santo y Blue Demon deberán ser aliados en esta ocasión si pretenden detener a los monstruos de una destrucción absoluta de la humanidad. Sin embargo, el doctor Hatler ya lo ha previsto y esperando su encuentro, ha tramado un plan que podría detener a los héroes para siempre.
En la cinta, el monstruo de Frankenstein es nombrado y presentado en los créditos como Franquenstain. 

## Reparto
- El Santo como Santo (El Enmascarado de Plata)
- Alejandro Muñoz Moreno como Blue Demon
- Ivan J. Rado como Otto Halder
- Carlos Ancira como Bruno Halder
- Raúl Martínez Solares como Niño / Niño cuyos padres son asesinados por el hombre lobo
- Hedi Blue como Gloria Halder
- Adalberto Martínez "Resortes" como Bailarín
- Rafael Aldrete «Santanón» como Waldo
- Vicente Lara como Hombre lobo
- Tinieblas como Franquestain
- Gerardo Zepeda como Ciclope / Zombie
- David Alvizu como El vampiro
- Fernando Rosales como La momia
- Carlos Suárez como Campesino
- Margarita Delgado como Esposa del campesino
- Elsa María Tako como Sonia, mujer vampiro
- Yolanda Ponce como Fabiola, mujer vampiro
- Manuel Alvarado como Empresario
- Carlos Corona como Detective
- Alejandro Cruz como Clon maligno de Blue Demon
- Dorrell Dixon como Gigante del ebano (no acreditado)
- Cavernario Galindo como Zombie (no acreditado)
- Juan Garza como Luchador (no acreditado)
- Carlos Hennings como Espectador de lucha (no acreditado)
- Amelia Rivera como Espectadora lucha (no acreditado)